# Sisamnes claviger
Sisamnes claviger är en insektsart som först beskrevs av Philip Reese Uhler 1895.  Sisamnes claviger ingår i släktet Sisamnes och familjen Rhyparochromidae. Inga underarter finns listade i Catalogue of Life.